# Gaius Iulius Rufinus
Gaius Iulius Rufinus (vollständige Namensform Gaius Iulius Gai filius Voltinia Rufinus) war ein im 2. Jahrhundert n. Chr. lebender Angehöriger des römischen Ritterstandes (Eques).
Durch ein Militärdiplom, das auf den 13. März 101 datiert ist, ist belegt, dass Rufinus 101 Kommandeur der Cohors I civium Romanorum pia fidelis war, die zu diesem Zeitpunkt in der Provinz Germania inferior stationiert war. Rufinus war in der Tribus Voltinia eingeschrieben.